# Ernst Ahnert

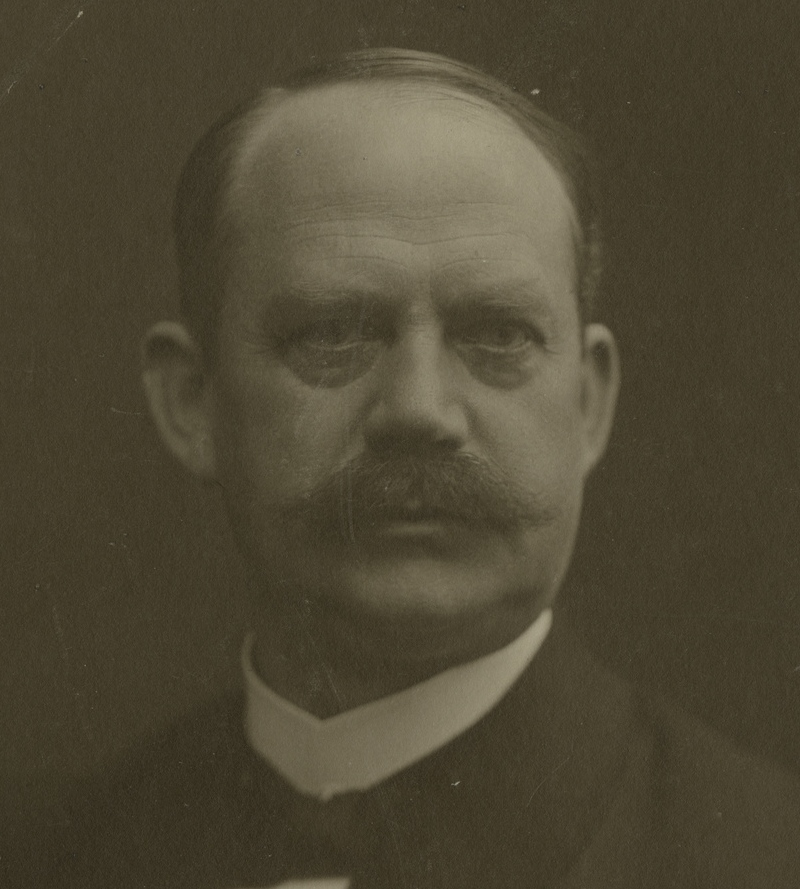
Ernst Ahnert (1908)

Ernst Richard Ahnert (* 21. Juni 1859 in Neumark; † 29. Dezember 1944 in Dresden) war ein deutscher Lehrer und Stenograf. Er gilt als Mitschöpfer der heutigen Deutschen Einheitskurzschrift.

## Leben
Ernst Ahnert war der Sohn des Zimmermanns und späteren Guts- und Ziegeleibesitzers Karl Gottlob Ahnert und von dessen Ehefrau Christiane Friederike, geb. Lindner, aus Neumark. Seit 1885 war er mit Hedwig Bertha Göbel (1856–1927), der Tochter eines Kaufmanns aus Reichenbach im Vogtland, verheiratet. Der Ehe entstammten die Töchter Grete (* 1886) und Erna (* 1888).
Schon als Elfjähriger begeisterte er sich für die Stenografie und erwarb autodidaktisch erste Grundkenntnisse. Die erste systematische Einführung erhielt er 1872/73 an der Realschule II. Ordnung in Reichenbach/Vogtland durch Georg Hagen, einen renommierten Vertreter der Stenografie-Methode nach Franz Xaver Gabelsberger in Sachsen. Von 1876 bis 1879 besuchte Ernst Ahnert die Realschule I. Ordnung in Zwickau. Dort gründete er 1877 seinen ersten Stenografenverein, dem im Laufe seines Lebens zahlreiche Vereinsgründungen in ganz Deutschland folgen sollten.
Nach der Reifeprüfung studierte Ahnert von 1879 bis 1883 neuere Sprachen, Germanistik, Geschichte und Pädagogik an der Universität Leipzig und – für ein Jahr – in Paris. Nach Ablegung der Staatsprüfung für das Höhere Lehramt und des Stenografielehrer-Examens in Leipzig absolvierte Ahnert das Probejahr für Lehrer an der Realschule in Zwickau. In dieser Zeit übte er im Landesausschuss Elsass-Lothringen sowie im Landtag des ostthüringischen Altenburg erste Tätigkeiten als Parlamentsstenograf aus.
1884 übernahm Ernst Ahnert eine Lehrerstelle an der Realschule in Varel/Friesland, die er bis 1897 begleitete. Durch sein Wirken als Funktionär und Pädagoge der Gabelsberger-Kurzschrift im Großherzogtum Oldenburg wurde er in ganz Nordwestdeutschland als führender Vertreter der Stenografie bekannt. In diesen Jahren wurde Ahnert zweimal zum Vorsitzenden des „Verbandes nordwestdeutscher Gabelsberger Stenographen“ gewählt. In seiner Vareler Zeit reiste Ahnert mehrmals nach Friedrichsruh, dem Alterssitz Otto von Bismarcks, um dort im Auftrag von Zeitungen, vor allem der Bismarck nahestehenden Hamburger Nachrichten, Reden und Tischgespräche des Ex-Reichskanzlers stenografisch aufzuzeichnen. 1897 kehrte der in Varel zum Oberlehrer beförderte Ernst Ahnert in seine sächsische Heimat zurück und lehrte bis 1901 an der Oberrealschule in Oschatz.

1901 wurde Ahnert an das Stenographische Institut (ab 1906: Stenographisches Landesamt) in Dresden berufen, gleichzeitig erfolgte seine Ernennung zum Professor durch den sächsischen König. 1910 wurde er zum Regierungsrat befördert. Als Praktiker, Propagandist und Verbandsfunktionär der Gabelsbergerschen Stenografie übernahm er vielseitige Aufgaben. So arbeitete er z. B. von 1901 bis 1924 als Stenograf im Sächsischen Landtag und 1917 im Deutschen Reichstag. Ahnert, der die französische Sprache exzellent beherrschte, war 1919 als Stenograf bei den Friedensverhandlungen in Versailles tätig. Anfang der zwanziger Jahre wirkte er maßgeblich in Gremien mit, die die 1924 beschlossene, bis heute gültige Deutsche Einheitskurzschrift schufen. 1924 trat er in den Ruhestand.

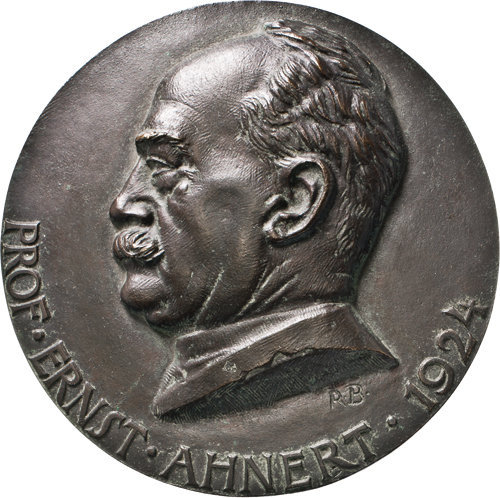
Die Ahnert-Plakette würdigte seit 1924 herausragende Leistungen im stenografischen Schnellschreiben.

Der hohe Bekanntheitsgrad Ahnerts in der deutschsprachigen Stenografiebewegung resultierte vor allem aus seinen zahlreichen Vortragsreisen sowie aus seinen z. T. hohe Auflagen erzielenden Lehr- und Übungsschriften, die er für die breite Masse der Stenografen verfasste. Auch als Herausgeber von stenografischen Zeitschriften und Jahrbüchern machte er sich einen Namen. Besondere Wirksamkeit entfaltete Ahnert als Pädagoge. Sein Engagement für den stenografischen Nachwuchs zeigte sich in der Reihe Stenographische Jugendbibliothek, die er in Heckners Verlag in Wolfenbüttel herausgab. 1938 wurde in Neumark eine Ernst-Ahnert-Stiftung begründet, deren Erträge alljährlich fleißigen Schülern zufließen sollte.  Zu Ahnerts bekanntesten Stenografieschülern zählt der expressionistische Dichter, Journalist und Übersetzer Ferdinand Hardekopf (1876–1954), den er in seinen Vareler Jahren unterrichtete.

## Werke (Auswahl)

### Schriften (Auswahl)
- Leitfaden der Gabelsbergerschen Stenographie, Wolfenbüttel 1907.
- Lehrgang der Gabelsbergerschen Stenographie für den Schul- und Vereinsunterricht, Wolfenbüttel 1907
- Satzkürzungs-Übungen, Wolfenbüttel 1914
- Lehrgang der deutschen Kurzschrift für den Schul- und Vereinsunterricht, Wolfenbüttel 1925
- Lehrbuch der englischen Kurzschrift (mit Albert Tansen), Dresden 1929

### Als Herausgeber (Auswahl)
- Lese- und Übungsblatt. Beilage zur Deutschen Stenographen-Zeitung, Wolfenbüttel 1901 ff.
- Stenographische Jugendbibliothek, Schriftenreihe, Wolfenbüttel 1904 ff.
- Bunte Blätter, Monatszeitschrift zur Förderung der Lese- und Schreibfertigkeit in Kurzschrift, Wolfenbüttel 1907 ff.